# Calodendrum
A Calodendrum a szappanfavirágúak (Sapindales) rendjébe tartozó rutafélék (Rutaceae) családjának egyik nemzetsége mindössze két fajjal. Nevét a görög „szép fa” kifejezésből kapta.

## Származása, elterjedése
A nemzetség fajai az óvilági trópusok (Paleotropis) és Fokföld flórabirodalmából; Afrikából származnak.

## Megjelenése, felépítése
Kis termetű fa, illetve nagyobb cserje.

## Életmódja, élőhelye
Az egyes fajok trópusi növények:
- a Calodendrum eickii súlyosan veszélyeztetett, kihalófélben;
- fokföldi gesztenye (Calodendrum capense) sokfelé betelepített, kedvelt dísznövény